# Носкезе, Алигьеро
Алигьеро Носкезе (итал. Alighiero Noschese; 25 ноября 1932 года, Неаполь — 3 декабря 1979 года, Рим) — итальянский киноактёр и пародист.

## Биография
Алигьеро Носкезе родился в итальянском городе Неаполе. Свой путь в искусство артист начинал на радио в качестве имитатора и пародиста. Затем Алигьеро без особого успеха пробовал себя на ниве журналистики, после чего вернулся к профессии пародиста.
В начале 1960-х Алигьеро Носкезе начинает сниматься в кино. Среди его первых работ — роль Мустафы Абдул Бея в комедии Лучио Фулчи «Due della legione straniera». В дальнейшем артист все чаще появляется в качестве гостя в различных телепередачах, периодически снимается в кино, играет главные роли в спектаклях («Scanzonatissimo» и «Голос покровителей»). Но настоящий прорыв для Алигьеро Носкезе произошел в 1969 году, когда в субботнем шоу Doppia Coppia он стал удачно пародировать политических персонажей.
1970-е годы — расцвет творчества Алигьеро Носкезе. Он продолжает выступать в качестве пародиста, безукоризненно воспроизводя не только голоса известных персонажей, но и их манеру поведения. В 1970 и 1971 годах он вместе с Коррадо и легендарной певицей Рафаэллой Каррой принимает участие в конкурсе песни «Канцониссима» (Canzonissima). Свои комедийные данные Алигьеро Носкезе успешно реализует и в кино. Он снимается в комедиях Бруно Корбуччи «Io non scappo… fuggo», «Boccaccio», «Furto e l’anima del commercio!?» и «Prode Anselmo e il suo scudiero», Франко Проспери «Altra faccia del padrino», Марио Камерини «Io non vedo, tu non parli, lui non sente» и других режиссёров.
Советские зрители получили возможность познакомиться с этим актёром благодаря комедии Эльдара Рязанова «Невероятные приключения итальянцев в России». В этом фильме Носкезе сыграл роль Антонио — одного из итальянцев, отправляющихся в Советский Союз на поиски сокровищ.
3 декабря 1979 года Алигьеро Носкезе покончил жизнь самоубийством, застрелившись в римской клинике, в которой находился под наблюдением из-за депрессии. Похоронен, согласно завещанию, на кладбище Сан-Джорджо-а-Кремано.

## Фильмография
1. 1962 — Due della legione straniera
2. 1963 — Obiettivo ragazze
3. 1963 — Scanzonatissimo
4. 1965 — James Tont operazione D.U.E.
5. 1969 — Mercanti di vergini
6. 1970 — Io non scappo... fuggo
7. 1971 — Furto e l'anima del commercio!?
8. 1971 — Io non vedo, tu non parli, lui non sente
9. 1972 — Boccaccio
10. 1972 — Prode Anselmo e il suo scudiero
11. 1972 — Terrore con gli occhi storti
12. 1973 — Altra faccia del padrino
13. 1973 — Невероятные приключения итальянцев в России — Антонио Ломаццо (роль озвучил Александр Белявский)
14. 1977 — Dalla cina furia, FIFA e karate